# Maurice Vandenberghe
Maurice Vandenberghe (fl. XX secolo) è stato un ciclista su strada belga, professionista dal 1932 al 1939.

## Carriera
Corridore di buon livello, ha ottenuto 2 vittorie tra i professionisti; il suo piazzamento di maggior rilievo è il secondo posto alla prima edizione della Gand-Wevelgem, nel 1934.

## Palmarès

### Strada
- 1934

Giro di Heinjeck
- 1935

Bruxelles-Oupeye